# Universidad de Finanzas y Economía del Sudoeste
Universidad de Finanzas y Economía del Sudoeste (SWUFE por sus siglas en inglés, chino:  西南财经大学, pinyin: Xīnán Cáijīng Dàxué) es una universidad nacional localizada en la ciudad de Chengdú, en la provincia de Sichuan, República Popular China. La universidad es reconocida entre las mejores universidades especializadas en economía y finanzas bajo la administración directa del Ministerio de Educación. Además, hace parte del selecto grupo de universidades chinas incluidas en el Proyecto 211 el cual busca mejorar los estándares de investigación de estas universidades y desarrollar estrategias para el desarrollo socioeconómico. A finales del año 2014 la escuela de negocios de la universidad se convirtió en la primera escuela de negocios del oeste de China en recibir la acreditación institucional European Quality Improvement System (EQUIS).
Actualmente la Universidad cuenta con 21 unidades académicas las cuales ofrecen 32 programas de pregrado. La población estudiantil asciende a aproximadamente 22.900 estudiantes, de los cuales 16.000 son de pregrado y 6.900 de posgrado, divididos en 6.000 de maestría y 900 de doctorado. La universidad emplea aproximadamente a 160 profesores titulares, 270 profesores asociados y 100 supervisores de doctorado. SWUFE fue la primera institución en ofrecer el título de MBA y la certificación CPA (certificación para contador público, por sus siglas en inglés)

## Historia

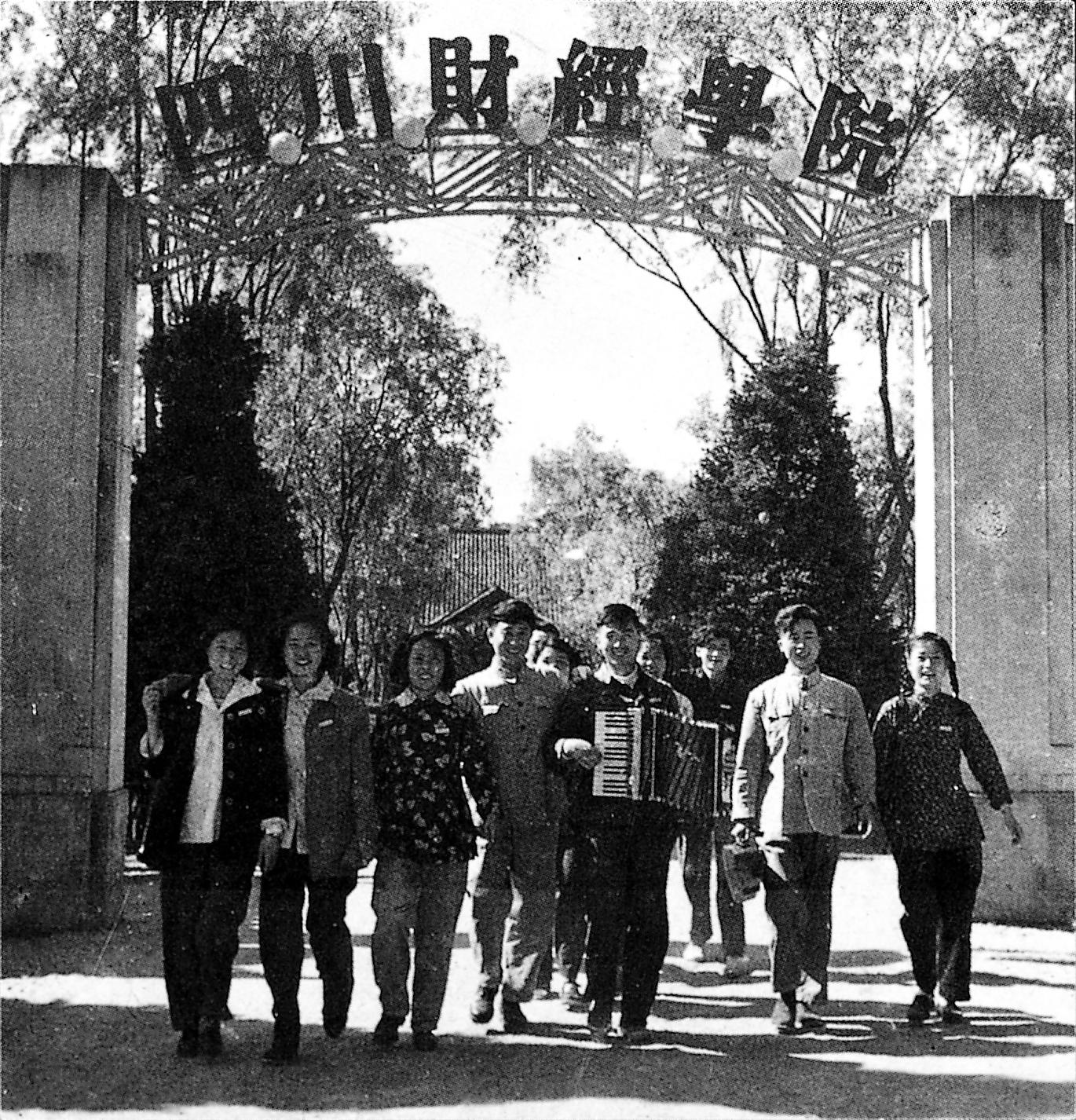
Estudiantes del Instituto de Finanzas y Economía de Sichuan en 1952.

Los orígenes de la universidad se remontan a la fundación de la universidad de Kwang Hua en Shanghái en el año de 1925. Tras los eventos del Movimiento del 30 de mayo, un grupo de estudiantes y miembros de la facultad de la Universidad de St. John en Shanghái liderados por el prominente erudito Zhang Shouyong dejan esta institución y forman la Universidad de Kwang Hua. En 1938, tras el inicio de la segunda guerra sino-japonesa, la universidad fue trasladada a Chengdu y luego, en 1946, el campus con sede en Chengdu fue separado y reformado como una universidad privada con el nombre de Universidad de Chenghuá.
En 1952, tras la fundación de la  República Popular China, la universidad vivió grandes cambios. Primero, fue transformada en una institución pública y fue combinada con 16 departamentos y escuelas de otras universidades e instituciones educativas. Además, recibió el nuevo nombre de Instituto de Finanzas y Economía de Sichuan. En el año de 1980, el Banco Popular Chino, el banco central de China, toma cargo de la administración de la universidad el cual mantiene hasta el año 2000 cuando esta responsabilidad es transferida al ministerio de educación. Es en 1985, durante la administración del banco central, que la universidad recibe su nombre actual de Universidad de Finanzas y Economía del Sudoeste. La universidad también es conocida como SWUFE el cual proviene de las siglas del nombre en inglés “Southwestern University of Finance and Economics”. En 1995 la universidad es admitida en el Proyecto 211.

## Campus

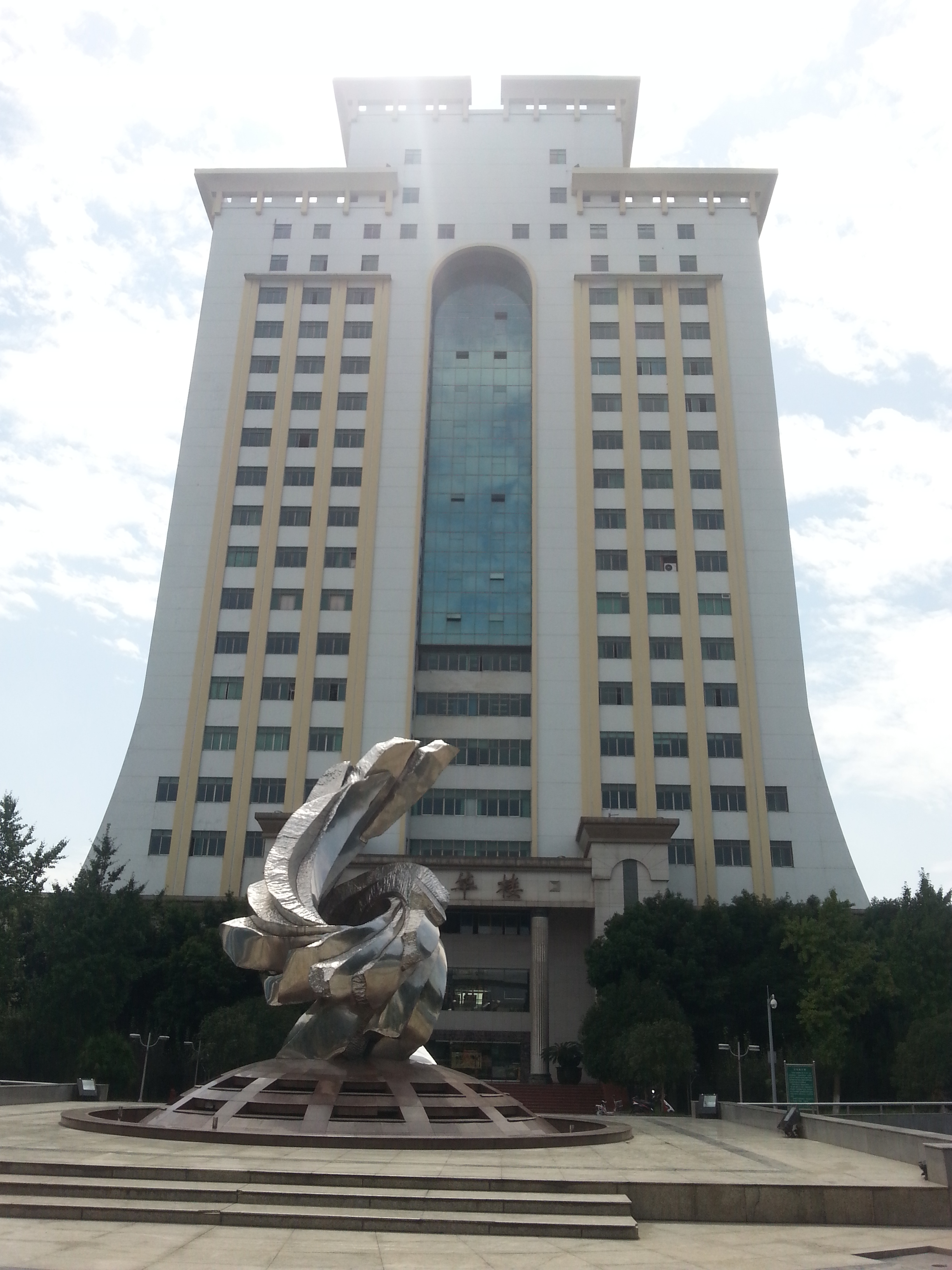
Edificio principal en el campus Guanghua

- Campus Liulin (Campus principal): Fundado en 2004 y abarca un área de 106 hectáreas en el distrito Wenjiang de Chengdú. 30°39′54.4″N 104°01′01.6″E / 30.665111, 104.017111
- Campus Guanghua: Fundado en 1938, abarca un área aproximada de 46 hectáreas en el distrito de Qingyang de Chengdú. 30°39′52.6″N 104°01′01.4″E / 30.664611, 104.017056

## Gobierno y Administración

### Facultades
- Facultad de Estadística
- Facultad de Seguros
- Facultad de Valores y Futuros Financieros
- Facultad de Administración de Empresas
- Facultad de Finanzas
- Facultad de Contabilidad
- Facultad de Economía
- Facultad de Negocios Internacionales
- Facultad de Finanzas Públicas y Tributación
- Facultad de Información Económica e Ingeniería
- Facultad de Derecho
- Facultad de Humanidades
- Facultad de Marxismo
- Facultad de Administración Pública
- Facultad de Lenguas Extranjeras para Negocios
- Facultad de Educación Continuada (En línea)
- Escuela de Negocios del Oeste de China (Western Business School of China)
- Instituto para Estudios en el Extranjero (Para estudiantes de China)
- Instituto de Economía Matemática
- Escuela de Educación Internacional
- Instituto de Investigación en Economía y Negocios

## Egresados Destacados
- Jiang Chaoliang (Actual gobernador de la provincia de Jilin, anteriormente Presidente de la junta directiva del Banco Agrícola de China
- Li Ruogu (Anterior presidente de la junta directiva del Banco Exim de China)
- Liu Jiayi (Auditor general de la República Popular China)
- Ma Weihua (Presidente del China Merchants Bank)
- Shang Fulin (Presidente del consejo de la Comisión Reguladora Bancaria de China)
- Tang Xu (Director del departamento de investigación del Banco Popular Chino)
- Wei Hong (Anterior gobernador de la provincia de Sichuan)